# Кой, Эрик
Эрик Итон Кой (англ. Eric Eaton Coy; 16 мая 1914, Ноттингем — 28 октября 1985, Виннипег) — канадский легкоатлет, специалист по толканию ядра и метанию диска. Выступал за сборную Канады по лёгкой атлетике в 1930-х, 1940-х и 1950-х годах, чемпион Игр Британской империи, многократный победитель и призёр первенств национального значения, участник летних Олимпийских игр в Лондоне.

## Биография
Эрик Кой родился 16 мая 1914 года в Ноттингеме, Англия. Ещё в молодости эмигрировал в Канаду, проживал в Виннипеге, Манитоба, с 16 лет работал в Манитобской телефонной компании.
Как спортсмен добился больших успехов в беге на снегоступах, в 1930-е годы регулярно выигрывал крупнейшие соревнования в данной дисциплине, в том числе становился чемпионом Канады.
Лёгкой атлетикой заинтересовался уже позже, стал посещать тренировки студентов Миннесотского университета. Первое время специализировался на спринте, но из-за больших роста и веса решил в конечном счёте перейти в метательные дисциплины. Выигрывал чемпионат Канады в метании копья (1935, 1938), толкании ядра (1938, 1940, 1948, 1949) и метании диска (1938, 1948).
Наивысшего успеха на международном уровне добился в сезоне 1938 года, когда вошёл в состав канадской сборной и выступил на Игра Британской империи в Сиднее — одержал победу в зачёте метания диска, тогда как в толкании ядра завоевал серебряную награду, уступив только представителю Южной Африки Луи Фуше.
Во время Второй мировой войны служил в Королевских военно-воздушных силах Канады, получил квалификацию штурмана и затем инструктировал других пилотов.
После войны продолжил работать в Манитобской телефонной компании и возобновил спортивную карьеру.
Благодаря череде успешных выступлений в 1948 году удостоился права защищать честь страны на летних Олимпийских играх в Лондоне — участвовал в программах метания диска и толкания ядра, в обоих случаях не сумел преодолеть предварительные квалификационные этапы.
В 1954 году толкал ядро на домашних Играх Британской империи и Содружества наций в Ванкувере, занял итоговое девятое место.
Завершив спортивную карьеру, ещё долго оставался активен как тренер по лёгкой атлетике, хоккею и борьбе.
За выдающиеся спортивные достижения введён в Зал славы лёгкой атлетики Канады (1963), Зал славы спорта Канады (1971), Зал славы спорта Манитобы (1980).
Умер 28 октября 1985 года в Виннипеге в возрасте 71 года. По инициативе его вдовы Хелен была учреждена награда Eric E. Coy Memorial Trophy, ежегодно вручаемая лучшему канадскому спортсмену в метательных дисциплинах.